# 核天体物理学
核天体物理学（nuclear astrophysics）是天體物理學和核物理學的交叉學科，主要研究的領域有恆星結構，天體質量與其壽命的關係等，並從中了解恆星如何產生能量，認識化學元素的起源和演变，分析驱动天体物理现象的机制。

## 歷史
19世紀許多物理學家，如邁耶、沃特森，馮亥姆霍茲和開爾文勳爵等，認為太陽的能量來自於重力勢能，但是利用維裡定理推算太陽的年齡只有19萬年，遠小於地球的年齡。然而在贝克勒尔還沒在1895年發現放射線 ，相對論和量子論也未被提出的時候，此問題無法獲得解決。
1920年，愛丁頓提出太陽裡的質子經由某種過程聚变成氦核，並產生巨大能量，1938年，德國物理學家卡爾·馮·魏茨澤克經由計算，得出氫原子經過四步核融合反應可形成氦。
1939年，美國天文學家漢斯·貝特認為氫融合成氦有兩種過程。第一種是質子﹣質子鏈反應，是質量與太陽相似或比太陽輕的恆星產生能源的主要過程；第二種是碳氮氧循環，是質量比太陽大恆星的主要能源；這些反應產生的能量能持續維持恆星內部的高熱。 
1946年，英國天文學家弗雷德·霍伊爾提出高溫的恆星最終可創造出鐵元素，並在1954年導出核融合的步驟，表現出恆星如何合成從碳至鐵的元素。 
1957年，威廉·福勒与玛格丽特·伯比奇、傑佛瑞·伯比奇和霍伊尔一起写的《恒星内部的元素合成》，描述恒星内部通过核合成的反应而形成元素的过程，並列舉出重元素被觀測到的豐度分佈情況。福勒開創了核天体物理学的研究，他也因此論文獲得1983年的诺贝尔物理学奖。

## 理論與應用
除了少數較輕的元素，如氫、氦等，其他的元素都是在恆星內產生的，恆星內部有核融合反應，將較輕的元素組成較重的元素，此過程因質量虧損而產生巨大能量，成為恆星能量的來源。

太陽系裡的元素豐度(從氫到鈾).氫跟氦的豐度最高

恆星核合成理論預測了太陽系從氫到鈾的豐度.。